# 대한민국의 무역수지
본 도표는 달러를 기준으로 했다. 

## 교역조건의 변동
우선 한국의 수입상품과 수출시장의 가격동향은 수입가격지수에 대한 수출가격지수의 비율인 교역조건의 동향을 파악함으로써 가능하다. 「표」-1에서 1991∼1996년의 교역조건의 변동추이를 보면 1991년을 100으로 보면 수출단가와 수입단가의 비율면에서 순상품 교역조건이 1991년 98.2%에서 1993년 102.5, 1994년 103.7로 수입가격보다 수출가격이 상승함에 따라 교역조건이 개선되었다.  그러나 1996년에는 순상품 교역조건이 87.7로 1995년보다 낮아졌다. 순상품 교역조건의 상승은 수출단가보다 수입단가가 점차 낮아지는, 다시 말하면 교역 조건이 유리해져 간다는 것을 의미한다. 한편 수출입액의 변동은 수량과 가격의 복합작용으로 이루어지는 것이다. 따라서 가격과 수량의 변동을 감안한 소득 교역조건, 즉 1단위의 수출소득을 가지고 취득할 수 있는 수입량이 어느 정도인가를 측정하는 소득 교역조건지수를 가지고 파악한다. 이 지수는 1990년을 100으로 할 때, 1991년 59.6, 1993년에는 72.0으로 다시 1996년에는 105.0으로 지속적으로 상승하고 있다. 그리고 교역조건이 이와 같이 유리해지고 있는 것은 한국의 수출구조가 그간 1차산품 중심에서 공산품 중심으로 급격히 변화한 데 연유한다 할 것이다. 즉 일반적으로 공산품은 1차산품보다 소득탄력성이 크며, 가격의 안정도가 높기 때문에 교역조건면에서는 언제나 1차산품보다 유리한 입장에 놓일 수 있는 것이다. 그리하여 이러한 공산품 위주의 수출구조의 변천은 점진적인 교역조건의 개선에 기본이 되어 왔다고 할 수 있다.

## 수출상품의 구조
대한민국 수출의 상품별 구조를 보면 1960년대 이후에 진행된 공업화의 영향을 받아 농산물 및 광산물 등 제1차산품의 비중이 현저히 감소하였다. 이에 반해 공산품의 비중이 급속히 증가하여 수출 구조가 개선되었다.  총수출에서 농산물이 차지하는 비중은 1962년의 28.6%에서 계속 감소하여 84년에는 불과 1.7%였으며 수산물의 경우도 총수출에서 차지하는 비중이 62년의 19.2%에서 84년에는 3.0%가 되어 동기간 중 16.2%나 감소하였다. 광산물의 경우에도 총수출에서 차지하는 비중이 62년의 24.5%에서 84년에는 0.3%로 크게 줄었다. 반면 공산품의 경우에는 1962년의 27.7%에서 77년에는 87.5%로, 84년에는 95.0%로 급격히 증가하였으며, 이후 공산품이 수출 상품의 주류를 이루고 있다.
한편 공산품의 수출구조를 중화학공업과 경공업제품으로 구분하여 보면 1960년대에는 경공업제품의 증가율이 현저하였으나 1971년을 전환점으로 하여 중화학제품의 비중이 점차 확대되었다. 즉 총수출에서 경공업제품 수출이 차지하는 비중은 1962년의 22.1%에서 1971년에는 72.0%까지 계속 확대되었으나, 그 후 점차 축소되어 1991년 35.5%, 1995년에는 22.5%로 대폭 감소했으며, 중화학제품은 1971년 14.1%, 1985년 57.0%로 점차 확대되어 1995년에는 72.6%를 기록했다.  
한국의 수출상품수는 1962년에 겨우 70여개 품목에 불과했으나 77년에는 기술집약적인 일부 특수상품을 제외하고는 대부분의 상품을 수출하기에 이르렀다. 10대 수출상품의 변화 추이를 보면 1975년에는 섬유류 (36.2%), 전자제품 (8.9%), 철강제품(4.6%), 합판(4.1%), 신발류(3.8%), 원양어류(3.6%), 선박(2.7%), 금속제품(2.4%), 석유제품(1.9%), 합성수지제품(1.7%)으로 이들 10 대 수출상품이 총 수출액에서 차지하는 비중은 69.9%였다. 그러나 1994년에는 전자기기 (32.8%), 섬유류(18.0%), 화공품(6.2%), 철강제품(5.8%), 자동차(5.6%), 선박(5.1%), 일반기계(4.4%), 신발(1.9%), 플라스틱제품(1.8%), 유류제품(1.7%) 순으로 수출상품이 바뀌었다. 또한 이들 10대 상품이 총수출에서 차지하는 비중도 83.4%로 높은 비중을 차지하고 있다.

## 수입상품의 구조
1960년대에 한국의 수출이 크게 신장했다고는 하나, 이 기간에 수입도 급격히 증가하여 무역수지의 역조는 더욱 확대되었다. 그리고 이는 바로 경제개발에 따른 개발수요의 급속한 팽창에 의한 것이었다. 왜냐하면 경제성장률을 목표대로 달성하기 위해서는 외국으로부터 막대한 시설재(施設財)와 원자재(原資材)를 수입하지 않을 수 없었기 때문이다. 이리하여 국민총생산에 대한 수입의존도는 1962년의 16.9%에서 76년에는 39.6%에 달하여 급격한 수입의 증가를 나타냈다.우선 1956∼61년과 1962∼76년간의 수입증가율을 비교해 보면, 전자의 경우 0.2%에 불과했던 것이 후자에 와서는 24.8%로 크게 증가되었다. 이러한 수입상품규모 중 자본재의 수입구성비는 1962년의 26%에서 1976년에는 28%로, 원자재의 구성비는 59%에서 61%로 각각 증가한 반면 소비재의 수입구성비는 15%에서 11%로 떨어지고 있다. 원자재와 자본재의 수입이 수입구성비면에서 1960년대를 통하여 80%∼90%의 높은 비중을 차지하고 있는 것이 특색이다.
이후 고도성장과 더불어 1995년 기준으로 한국의 수입 총액은 1,351억 1,900만 달러를 기록하고 있는데 1991∼95년간 연평균 수입증가율은 13.5%로 나타났다.용도별 수입구조를 보면 내수규모가 확대됨에 따라 1980년대 후반 이후 하락추세에 있던 총수입에서 차지하는 수출용 수입의 비중이 1990년대 들어서는 1993년 이후 수출증가와 설비투자의 활성화에 따라 다소 상승했다. 수출용 수입의 비중은 1991년 30.3%, 1995년 33.0%를
기록하고 있으며, 내수용 수입은 1991년 69.7%에서 1995년 67.0%로 다소 감소했다. 품목별 수입구조는 자본재 수입비중이 1991년 36.9%에서 1995년 39.6%로 높아졌다. 소비재
수입은 1995년 기준으로 10.3%로 아직 낮으나 소득수준의 향상에 따라 소비재 수입이 늘어나고 있다. 소비재 수입의 주요동기는 국내 생산량 부족(곡류, 육류, 생선 등), 국산품의 경쟁력 저하(의류, 신발, 가구, 중·저가의 가전제품 등), 고급품 수요(고급화장품, 자동차, 가전제품 등) 등으로 구분할 수 있는데, 최근 들어 국산품의 경쟁력 저하, 고급품 수요 등의 동기의 비중이 증가하고 있다.

| 〔표〕- 2 용도별·품목별 수입구조 추이 (단위：%) |               |                |                |                |                |              |                |                |
|                                                 | 비 중         | 비 중          | 비 중          | 비 중          | 비 중          | 연평균증가율 | 연평균증가율   | 연평균증가율   |
| 1991                                            | 1992          | 1993           | 1994           | 1995           | 1990∼93        | 1993∼95      | 1991∼95        |                |
| 전산업                                          | 100.0         | 100.0          | 100.0          | 100.0          | 100,0          | 6.3          | 27.0           | 13.5           |
| 내수용 수출용                                   | 69.7 30.3     | 68.6 31.4      | 66.8 33.2      | 68.3 31.7      | 67.0 33.0      | 5.7 7.5      | 27.2 26.5      | 12.4 15.9      |
| 원자재 자본재 소비재                            | 53.2 36.9 9.9 | 52.1 37.4 10.5 | 53.0 36.5 10.5 | 49.8 39.5 10.7 | 50.0 39.6 10.3 | 5.7 6.3 9.2  | 23.3 32.3 26.2 | 11.7 15.5 14.7 |

자료：한국은행,
『국제수지』, 각 연도

## 지역별 무역구조와 무역수지
1960년대의 수출 및 수입은 대상지역을 크게 확대시켰다. 우선 1962년 당시의 수출대상국가는 겨우 33개국에 불과하였으나 이제는 거의 모든 나라가 교역상대국이 되었다. 그러나 한국의 수출입은 아직도 일부 특정지역에 편중되고 있는 현상을 탈피하지 못하고 있다. 예컨대 1962년 대(對) 일본수출 비중은 42.8%나 되었으며, 1985년에는 15.0%로 대폭 감소되었으나 1995년에도 13.6%이다. 한편 미국의 그것은 1962년 21.9%에서 1970년 47.3%로 확대되었으며 그 후 점차 감소하여 1991년 25.8%, 1995년 19.3%로 감소하였다. 일본 및 미국에 대한 수출이 전체 수출에서 차지하는 비중은 1960년대에는 75.6%까지 달했으나 1970년대에 들어와 EC제국·아프리카 등지에 대한 수출시장 다변화 노력으로 1990년에는 49.2%로 크게 개선되었으며, 1996년 28.9%로 수출시장 다변화 시책의 효과가 뚜렷이 나타나고 있다.
미국 및 일본에 대한 무역의존도는 수입의 경우 더욱 현저하다. 미국에 대한 수입의존도는 1962년에 52.2%,1976년 22.4%, 1991년 23.2%였으며, 1995년에는 22.5%를 기록하고 있다.한편 일본의 경우는 1962년에 25.9%, 1976년에 35.3%, 1991년 25.9%, 1995년에는 24.1%로서 이들 두 나라에 대한 수입의존도는 많이 감소하긴 했지만, 1995년에도 전체의 46.6%나 되었다. 한국의 무역은 일본 및 미국에 크게 의존하고 있을 뿐만 아니라, 일본에 대해서는 대폭적인 수입초과 현상을 나타내고 있다는 것이 또한 특징이다.우선 일본의 경우 1995년 한국의 수출은 170억 4,800만 달러인 데 반하여 수입은 326억 600만 달러에 달하여 무역역조는 155억 5,800만 달러에 달했다. 이는 원자재와 자본재의 대부분을 일본에 의존하기 때문이며, 경제성장에 따라 내수용 수입비중이 늘어났기 때문이다. 미국의 경우는 1976년 5억3천만 달러의 흑자를 본 이래 1990년까지도 수출 193억 6천만 달러, 수입 169억 4,200만 달러로 24억 1,800만 달러의 흑자를 보였으나 이후 점차 적자로 돌아서 1995년에는 무려 62억 7,200만 달러의 무역적자를 기록하였다. 
무릇 국제무역에 있어서 특정국과 무역 균형을 맞추지 못하더라도 다각무역으로 균형을 이룰 때에는 별로 문제가 되지 않는다. 그러나 한국은 일본에 대하여 해방 후부터 계속해서 대폭적인 수입초과를 면치 못하고 있으며 이러한 현상은 최근까지 계속되고 있다. 또한 1990년대 들어서는 무역흑자국이던 미국마저 무역역조 현상을 보이고 있다. 이와 같이 특정국가에 대한 일반적 과도한 역조현상은 특정국 간의 무역수지가 문제되는 때에는 교역의 계속적인 확대를 위해서도 시급히 시정되어야 할 것이다.

| 〔표〕-3 무역수지 및 교역조건 (1990=100) |                                  |                             |                                  |                            |                                |                              |                                |                             |                                  |                                  |
|                                          | 수 량 지 수                      | 수 량 지 수                 | 수 량 지 수                      | 수 량 지 수                | 단 가 지 수                    | 단 가 지 수                  | 단 가 지 수                    | 단 가 지 수                 | 순상품 교역조건                  | 소 득 교역조건                   |
| 수 출                                    | 수 출                            | 수 입                       | 수 입                            | 수 출                      | 수 출                          | 수 입                        | 수 입                          |                             | 순상품 교역조건                  | 소 득 교역조건                   |
|                                          | 증가율                           |                             | 증가율                           |                            | 증가율                         |                              | 증가율                         |                             | 순상품 교역조건                  | 소 득 교역조건                   |
| 1992 1993 1994 1995 1996 1997            | 65.8 70.2 80.7 100.0 119.8 149.6 | 8.4 6.7 15.0 23.9 19.8 24.9 | 63.8 47.9 82.5 100.0 112.6 114.3 | 2.1 6.4 21.5 21.2 12.6 1.5 | 93.2 93.6 95.2 100.0 86.6 72.8 | -1.6 0.4 1.7 5.0 -13.4 -15.9 | 94.9 91.3 91.8 100.0 98.8 93.6 | -1.6 -3.8 0.5 8.9 -1.2 -5.3 | 98.2 102.5 103.7 100.0 87.7 77.8 | 64.6 72.0 83.6 100.0 105.0 116.8 |

자료：한국은행
조사제2부 금융통계과

## 무역수지 도표
| 연도   | 수출금액 (US$1,000) | 수출증가율 | 수입금액 (US$1,000) | 수입증가율 | 수지 (US$1,000) |
| ------ | ------------------- | ---------- | ------------------- | ---------- | --------------- |
| 1960년 | 32,827              | 65.7 %     | 343,527             | 13.1 %     | -310,700        |
| 1961년 | 40,878              | 24.5 %     | 316,142             | -8.0 %     | -275,264        |
| 1962년 | 54,813              | 34.1 %     | 421,782             | 33.4 %     | -366,969        |
| 1963년 | 86,802              | 58.4 %     | 560,273             | 32.8 %     | -473,471        |
| 1964년 | 119,058             | 37.2 %     | 404,351             | -27.8 %    | -285,293        |
| 1965년 | 175,082             | 47.1 %     | 463,442             | 14.6 %     | -288,360        |
| 1966년 | 250,334             | 43.0 %     | 716,441             | 54.6 %     | -466,107        |
| 1967년 | 320,229             | 27.9 %     | 996,246             | 39.1 %     | -676,017        |
| 1968년 | 455,400             | 42.2 %     | 1,462,873           | 46.8 %     | -1,007,473      |
| 1969년 | 622,516             | 36.7 %     | 1,823,611           | 24.7 %     | -1,201,095      |
| 1970년 | 835,185             | 34.2 %     | 1,983,973           | 8.8 %      | -1,148,788      |
| 1971년 | 1,067,607           | 27.8 %     | 2,394,320           | 20.7 %     | -1,326,713      |
| 1972년 | 1,624,088           | 52.1 %     | 2,522,002           | 5.3 %      | -897,914        |
| 1973년 | 3,225,025           | 98.6 %     | 4,240,277           | 68.1 %     | -1,015,252      |
| 1974년 | 4,460,370           | 38.3 %     | 6,851,848           | 61.6 %     | -2,391,478      |
| 1976년 | 7,715,343           | 51.8 %     | 8,773,632           | 20.6 %     | -1,058,289      |
| 1977년 | 10,046,457          | 30.2 %     | 10,810,538          | 23.2 %     | -764,081        |
| 1978년 | 12,710,642          | 26.5 %     | 14,971,930          | 38.5 %     | -2,261,288      |
| 1979년 | 15,055,453          | 18.4 %     | 20,338,611          | 35.8 %     | -5,283,158      |
| 1980년 | 17,504,862          | 16.3 %     | 22,291,663          | 9.6 %      | -4,786,801      |
| 1981년 | 21,253,757          | 21.4 %     | 26,131,421          | 17.2 %     | -4,877,664      |
| 1982년 | 21,853,394          | 2.8 %      | 24,250,840          | -7.2 %     | -2,397,446      |
| 1983년 | 24,445,054          | 11.9 %     | 26,192,221          | 8.0 %      | -1,747,167      |
| 1984년 | 29,244,861          | 19.6 %     | 30,631,441          | 16.9 %     | -1,386,580      |
| 1985년 | 30,283,122          | 3.6 %      | 31,135,655          | 1.6 %      | -852,533        |
| 1986년 | 34,714,470          | 14.6 %     | 31,583,900          | 1.4 %      | 3,130,570       |
| 1987년 | 47,280,927          | 36.2 %     | 41,019,812          | 29.9 %     | 6,261,115       |
| 1988년 | 60,696,388          | 28.4 %     | 51,810,632          | 26.3 %     | 8,885,757       |
| 1989년 | 62,377,174          | 2.8 %      | 61,464,772          | 18.6 %     | 912,402         |
| 1990년 | 65,015,731          | 4.2 %      | 69,843,678          | 13.6 %     | -4,827,947      |
| 1991년 | 71,870,122          | 10.5 %     | 81,524,858          | 16.7 %     | -9,654,736      |
| 1992년 | 76,631,515          | 6.6 %      | 81,775,257          | 0.3 %      | -5,143,742      |
| 1993년 | 82,235,866          | 7.3 %      | 83,800,142          | 2.5 %      | -1,564,276      |
| 1994년 | 96,013,237          | 16.8 %     | 102,348,175         | 22.1 %     | -6,334,938      |
| 1995년 | 125,057,988         | 30.3 %     | 135,118,933         | 32.0 %     | -10,060,944     |
| 1996년 | 129,715,137         | 3.7 %      | 150,339,100         | 11.3 %     | -20,623,963     |
| 1997년 | 136,164,204         | 5.0 %      | 144,616,374         | -3.8 %     | -8,452,171      |
| 1998년 | 132,313,143         | -2.8 %     | 93,281,754          | -35.5 %    | 39,031,388      |
| 1999년 | 143,685,459         | 8.6 %      | 119,752,282         | 28.4 %     | 23,933,177      |
| 2000년 | 172,267,510         | 19.9 %     | 160,481,018         | 34.0 %     | 11,786,492      |
| 2001년 | 150,439,144         | -12.7 %    | 141,097,821         | -12.1 %    | 9,341,323       |
| 2002년 | 162,470,528         | 8.0 %      | 152,126,153         | 17.8 %     | 10,344,375      |
| 2003년 | 193,817,443         | 19.3 %     | 178,826,657         | 6.6 %      | 14,990,786      |
| 2004년 | 253,844,321         | 31.0 %     | 224,462,687         | 25.5 %     | 29,381,985      |
| 2005년 | 284,418,743         | 12.0 %     | 261,238,264         | 16.4 %     | 23,180,497      |
| 2006년 | 325,464,840         | 14.4 %     | 309,382,632         | 23.4 %     | 16,082,216      |
| 2007년 | 371,489,086         | 14.1 %     | 356,845,733         | 15.3 %     | 14,643,352      |
| 2008년 | 422,007,328         | 13.6 %     | 435,274,737         | 22.0 %     | -13,267,409     |
| 2009년 | 363,533,561         | -13.9 %    | 323,084,521         | -25.8 %    | 40,449,040      |
| 2010년 | 466,383,762         | 28.3 %     | 425,212,160         | 31.6 %     | 41,171,601      |

## 자료
- 한국무역협회 (한국무역통계 >> 수출입 총괄 >> 총괄)
- 이 문서에는 다음커뮤니케이션(현 카카오)에서 GFDL 또는 CC-SA 라이선스로 배포한 글로벌 세계대백과사전의 내용을 기초로 작성된 글이 포함되어 있습니다.